# Catí
Catí – gmina w Hiszpanii, w prowincji Castellón, we wspólnocie autonomicznej Walencja, o powierzchni 102,35 km². W 2011 roku liczyła 841 mieszkańców.